# Comedy Club Production
«Comedy Club Production» — российская многопрофильная продюсерская компания, занимающаяся производством телепрограмм, сериалов и кинофильмов, клубной и концертной деятельностями, а также другими направлениями рынка развлекательных услуг.

## История компании
Компания была основана 26 декабря 2006 года.
С 2010 по 2015 год Comedy Club Production совместно с телеканалом ТНТ занималась производством реалити-шоу «Дом-2».
В 2010 году Comedy Club Production приобрела 74 % доли Группы компаний «7 ART», производившей ситкомы «Универ» и «Интерны».
В 2010 году совокупный оборот Comedy Club Production составил 136 млн долларов США.
В январе 2012 года холдинг «Газпром-Медиа» через свой телеканал ТНТ купил пакет акций Comedy Club Production (75 процентов минус одна акция) за 250 млн долларов (10,3 млрд руб).
С января 2015 года ООО «Солярис Промо Продакшн» владела 25,01 % в Comedy Club Production Holdings (Cyprus) Ltd. В ноябре 2017 года, после смены владельца Solaris Promo Production Pte Ltd двумя месяцами ранее, эта доля перешла к образовавшейся кипрской компании TCT Production Ltd, и Александр Карманов перестал владеть блокпакетами Comedy Club Production.
В декабре 2017 года ООО «Парнас-Медиа», на 100 % принадлежащее ООО «Газпром-Медиа Развлекательное телевидение», стало единственным владельцем TCT Production Ltd. В результате этой сделки «Газпром-Медиа» консолидировала 100 % Comedy Club Production.
С 2021 по 2024 год компания производила контент и для телеканала «Россия-1» (ВГТРК). Разрешение на такое сотрудничество дал генеральный директор «Газпром-Медиа» Александр Жаров, поскольку аудитория этого телеканала практически не пересекается с аудиторией ТНТ.
В феврале 2022 года телеканал ТНТ объявил, что прекращает сотрудничество с продюсером «Comedy Club Production» Арменом Оганяном, участвовавшим в производстве шоу «Танцы», «Холостяк» и «Замуж за Бузову», из-за критики им российского вторжения на Украину. Примерно с этого же года активное сотрудничество с «Comedy Club Production» было сведено к минимуму: остались только наиболее популярные и рейтинговые проекты, такие как «Comedy Club», «Однажды в России», «Stand Up», «Женский стендап» и «Музыкальная интуиция». Остальные были закрыты или перешли на другие телеканалы. В частности, на канал «СТС» под изменёнными названиями перешли такие проекты, как «Импровизация», «Студия Союз» и «Двое на миллион», которые стали производиться компанией NORM Production Вячеслава Дусмухаметова.

## Собственники и руководство

### Собственник
Единственным собственником (учредителем, участником) ООО «Комеди Клаб Продакшн» по состоянию на 2024 год является Акционерная компания с ограниченной ответственностью «Комеди клаб продакшн холдингз (Кипр) лимитед», зарегистрированная в городе Лимасол (Республика Кипр) по адресу: Анексартисиас 1, Пекора тауэр, этаж 7, офис 701/в 3036.

### Генеральные директора
- Артур Джанибекян (2006—2015[12])
- Андрей Левин (2015—2018)
- Мурат Каблахов (2018[13]—2021)
- Евгений Попов (с 2021)[14]

## Деятельность
Основным профилем «Comedy Club Production» является производство телепродукции для материнского телеканала ТНТ. Компания является производителем подавляющего числа развлекательных телепередач и сериалов канала.
В 2008 году начал вещание телеканал «Comedy TV». В 2012 году также была основана радиостанция «Comedy Radio» на частоте 102,5, вошедшая в 2014 году в структуру «Профмедиа». 1 сентября 2014 года канал «Comedy TV» был заменён на всех спутниках вещания телеканалом «ТНТ-Comedy».
«Comedy Club Production» имеет региональную сеть клубов флагманского бренда «Comedy Club», насчитывающую собственные юмористические клубы в семи российских городах: Санкт-Петербург, Нижний Новгород, Ярославль, Краснодар, Ростов-на-Дону, Пятигорск.
Деятельностью клубов являются оригинальные концертные выступления, а также производство собственной телепродукции на региональном уровне.

## Проекты собственного производства

### Программы
| Названия                                       | Годы                                                                                     | Канал оригинальной трансляции |
| ---------------------------------------------- | ---------------------------------------------------------------------------------------- | ----------------------------- |
| «Шоу Ньюs»                                     | 23 сентября 2007 — 6 августа 2010 (совместно с «ВС-Продакшн» и «Park Cinema Production») | «ТНТ»                         |
| «Смех без правил» (4-10 сезоны)                | 9 ноября 2007 — 30 августа 2009                                                          | «ТНТ»                         |
| «Убойная лига» (13-126 выпуски)                | 10 ноября 2007 — 3 апреля 2010                                                           | «ТНТ»                         |
| «Танцы без правил»                             | 26 января — 31 декабря 2008                                                              | «ТНТ»                         |
| «Comedy Club» (со 144 выпуска)                 | 23 февраля 2008 — настоящее время                                                        | «ТНТ»                         |
| «Comedy Club Ukraine»                          | 17 марта — 19 декабря 2008                                                               | «Новый канал»                 |
| «Файна Юкрайна»                                | 21 сентября 2008 — 26 декабря 2010                                                       | «Новый канал»                 |
| «Наша Russia» (4-5 сезоны)                     | 15 ноября 2008 — 14 октября 2011                                                         | «ТНТ»                         |
| «Убойной ночи» / «Убойный вечер»               | 17 ноября 2008 — 30 декабря 2009                                                         | «ТНТ»                         |
| «Made in Woman» / «Comedy Woman»               | 21 ноября 2008 — 7 февраля 2020                                                          | «ТНТ»                         |
| «Разрушители пословиц»                         | 6 марта — 9 мая 2010                                                                     | «ДТВ»                         |
| «Идеальный мужчина»                            | 11 — 18 апреля 2010                                                                      | «СТС»                         |
| «Real Comedy»                                  | 27 августа 2010 — 30 мая 2011                                                            | «ICTV» «2+2»                  |
| «Comedy Баттл»                                 | 28 августа 2010 — 24 июня 2022                                                           | «ТНТ»                         |
| «Дом-2» (2357-3889 дни)                        | 28 октября 2010 — 2 января 2015                                                          | «ТНТ»                         |
| «Незлобин и Гудков»                            | 4 декабря 2010 — 23 января 2011                                                          | «MTV Russia»                  |
| «Comedy Club. Exclusive»                       | 2 февраля 2013 — 30 мая 2015                                                             | «ТНТ»                         |
| «ТНТ. MIX»                                     | 17 марта 2013 — 7 декабря 2014                                                           | «ТНТ»                         |
| «ХБ»                                           | 19 апреля — 1 ноября 2013 16 августа — 17 ноября 2018                                    | «ТНТ» платформа «ТНТ-PREMIER» |
| «Stand Up»                                     | 22 сентября 2013 — настоящее время                                                       | «ТНТ»                         |
| «Не спать!»                                    | 11 апреля 2014 — 8 сентября 2018                                                         | «ТНТ»                         |
| «Вот такое утро»                               | 17 мая — 8 июня 2014                                                                     | «ТНТ»                         |
| «Танцы»                                        | 23 августа 2014 — 24 апреля 2021                                                         | «ТНТ»                         |
| «Однажды в России»                             | 28 сентября 2014 — настоящее время                                                       | «ТНТ»                         |
| «Где логика?»                                  | 29 ноября 2015 — 26 февраля 2023                                                         | «ТНТ»                         |
| «Дрим тим»                                     | 5 декабря 2015 — 16 января 2016                                                          | «Матч ТВ»                     |
| «Импровизация»                                 | 5 февраля 2016 — 27 ноября 2022                                                          | «ТНТ»                         |
| «Открытый микрофон»                            | 27 января 2017 — 30 декабря 2022                                                         | «ТНТ»                         |
| «ТНТ. Best»                                    | 11 июня — 21 сентября 2017                                                               | «ТНТ»                         |
| «Деньги или позор»                             | 20 июля 2017 — 26 ноября 2018                                                            | «ТНТ4»                        |
| «StandUp фестиваль „Открытый микрофон“»        | 7 августа 2017 — 18 августа 2018                                                         | «ТНТ4»                        |
| «Студия Союз»                                  | 10 августа 2017 — 28 октября 2021                                                        | «ТНТ»                         |
| «Love is…»                                     | 25 августа 2017 — 4 мая 2018 27 февраля 2020                                             | «ТНТ» платформа «PREMIER»     |
| «Песни»                                        | 10 февраля 2018 — 1 июня 2019                                                            | «ТНТ»                         |
| «Большой завтрак»                              | 11 февраля 2018 — 19 февраля 2020                                                        | «ТНТ»                         |
| «Сэлфи» (пилотный выпуск)                      | 18 февраля 2018                                                                          | «ТНТ4»                        |
| «Прожарка»                                     | 18 февраля 2018 — 24 октября 2022                                                        | «ТНТ4» «ТНТ» (22.09.2019)     |
| «Комик в городе»                               | 4 марта — 3 июня 2018                                                                    | «ТНТ»                         |
| «Мартиросян Official» (первоапрельский выпуск) | 1 апреля 2018                                                                            | «ТНТ»                         |
| «Всё, кроме обычного»                          | 4 августа — 30 декабря 2018                                                              | «ТВ-3»                        |
| «Замуж за Бузову»                              | 26 августа — 14 октября 2018                                                             | «ТНТ»                         |
| «Знания и эмоции»                              | 8 сентября — 8 декабря 2018                                                              | «ТВ-3»                        |
| «ТНТ. Gold»                                    | 24 июня — 4 июля 2019                                                                    | «ТНТ»                         |
| «22 комика»                                    | 22 июля — 16 сентября 2019                                                               | «ТНТ4»                        |
| «План Б»                                       | 13 октября — 22 декабря 2019                                                             | «ТНТ»                         |
| «Женский Стендап»                              | 18 января 2020 — настоящее время                                                         | «ТНТ»                         |
| «Нам надо серьёзно поговорить»                 | 14 февраля — 3 апреля 2020                                                               | «ТНТ»                         |
| «Почувствуй нашу любовь дистанционно»          | 4 — 30 апреля 2020                                                                       | «ТНТ»                         |
| «Бой с гёрлз»                                  | 9 апреля 2020 — 12 сентября 2021                                                         | «Пятница!»                    |
| «Закрытый мир»                                 | 28 апреля — 29 мая 2020                                                                  | платформа «PREMIER»           |
| «Новое утро»                                   | 22 августа 2020 — 14 февраля 2021                                                        | «ТНТ»                         |
| «Двое на миллион»                              | 2 сентября 2020 — 9 марта 2023                                                           | «ТНТ»                         |
| «Секрет»                                       | 5 сентября 2020 — 20 ноября 2021                                                         | «ТНТ»                         |
| «Ты как я»                                     | 6 сентября 2020 — 12 июня 2021                                                           | «ТНТ»                         |
| «Импровизация. Команды»                        | 18 сентября 2020 — 20 мая 2022                                                           | «ТНТ»                         |
| «Пой без правил»                               | 20 сентября 2020 — 7 марта 2021                                                          | «ТНТ»                         |
| «Talk»                                         | 27 сентября 2020 — 30 января 2022                                                        | «ТНТ»                         |
| «Музыкальная интуиция»                         | 27 февраля 2021 — настоящее время                                                        | «ТНТ»                         |
| «Холостяк» (8-9 сезоны)                        | 14 марта 2021 — 4 июня 2022                                                              | «ТНТ»                         |
| «Новые Танцы»                                  | 28 августа 2021 — 24 декабря 2022                                                        | «ТНТ»                         |
| «Шоу большой страны»                           | 10 сентября 2021 — 29 декабря 2023                                                       | «Россия-1»                    |
| «Игра/Концерты»                                | 26 сентября — 31 октября 2021 30 октября 2022 — 23 июня 2023                             | «ТНТ»                         |
| «LAB. Лаборатория музыки Антона Беляева»       | 20 ноября 2021 — 22 января 2022                                                          | «ТНТ»                         |
| «Я тебе не верю»                               | 1 декабря 2021 — 11 декабря 2022                                                         | «ТНТ»                         |
| «Это миниатюры»                                | 31 октября — 26 декабря 2022                                                             | «ТНТ4»                        |
| «Женский клуб»                                 | 14 — 17 ноября 2022, 13 января 2023                                                      | «ТНТ»                         |
| «Истории большой страны»                       | 19 мая 2023 — 16 февраля 2024                                                            | «Россия-1»                    |
| «Это мы»                                       | 5 — 8 февраля 2024                                                                       | «ТНТ»                         |
| «Караоке Club»                                 | 23 мая 2025 — настоящее время                                                            | «ТНТ»                         |

### Сериалы
| Названия                      | Годы                              | Канал оригинальной трансляции |
| ----------------------------- | --------------------------------- | ----------------------------- |
| «Два Антона»                  | 31 декабря 2009 — 16 августа 2011 | «ТНТ»                         |
| «Универ. Новая общага»        | 10 октября 2011 — 1 октября 2018  | «ТНТ»                         |
| «Интерны» (7-14 сезоны)       | 27 апреля 2012 — 25 февраля 2016  | «ТНТ»                         |
| «СашаТаня»                    | 3 июня 2013 — настоящее время     | «ТНТ»                         |
| «НЕZЛОБ»                      | 5 — 28 ноября 2013                | «ТНТ»                         |
| «Озабоченные, или Любовь зла» | 9 ноября — 3 декабря 2015         | «ТНТ»                         |
| «Бородач. Понять и простить»  | 15 января — 25 марта 2016         | «ТНТ»                         |
| «Света с того света»          | 9 января 2018 — 1 июля 2021       | «ТНТ»                         |
| «Домашний арест»              | 16 августа — 25 октября 2018      | платформа «ТНТ-PREMIER»       |
| «Год культуры»                | 22 ноября 2018 — 17 марта 2022    | платформа «ТНТ-PREMIER»       |
| «Две девицы на мели»          | 11 марта 2019 — 11 марта 2021     | «Пятница!»                    |
| «Жуки»                        | 2 сентября 2019 — 28 декабря 2022 | «ТНТ»                         |
| «Триада»                      | 30 сентября 2019 — 24 июня 2021   | «ТНТ»                         |
| «Окаянные дни»                | 11 июня — 16 июля 2020            | платформа «PREMIER»           |
| «Гусар»                       | 5 октября 2020 — 7 ноября 2024    | «ТНТ»                         |
| «Девушки с Макаровым»         | 9 марта 2021 — 6 февраля 2025     | «ТНТ»                         |
| «#Яжотец»                     | 20 сентября — 7 октября 2021      | «ТНТ»                         |
| «Универ. 10 лет спустя»       | 6 — 23 декабря 2021               | «ТНТ»                         |
| «Стас»                        | 2 января 2022                     | платформа «PREMIER»           |
| «Семья»                       | 11 апреля 2022 — 11 апреля 2023   | «ТНТ»                         |
| «Неличная жизнь»              | 17 — 20 октября 2022              | «ТНТ»                         |
| «Галустян +»                  | 4 ноября 2022 — 4 августа 2023    | «ТНТ»                         |
| «Стрим»                       | 9 — 26 января 2023                | «ТНТ»                         |
| «Сеструха»                    | 3 февраля 2023 — 4 октября 2024   | «Пятница!»                    |
| «Неприличные деньги»          | 8 мая 2023                        | «ТНТ»                         |
| «Телохранители»               | 21 августа — 13 сентября 2023     | «ТНТ»                         |
| «Первокурсницы»               | 4 сентября 2023 — настоящее время | «ТНТ»                         |
| «Универ. 13 лет спустя»       | 13 — 30 мая 2024                  | «ТНТ»                         |
| «Универ. Молодые»             | 10 — 24 марта 2025                | «ТНТ»                         |
| «Про это самое»               | 14 — 24 апреля 2025               | «ТНТ»                         |

### Мультсериалы
| Названия    | Годы                            | Канал оригинальной трансляции |
| ----------- | ------------------------------- | ----------------------------- |
| «Мультерны» | 23 ноября 2019 — 12 января 2020 | «ТНТ»                         |

### Выступления комиков для телеканала ТНТ
| Названия                                                | Дата премьеры        |
| ------------------------------------------------------- | -------------------- |
| Концерт Павла Воли «Ищу бабу»                           | 15 июня 2012         |
| Сольный концерт Семёна Слепакова                        | 31 августа 2012      |
| Концерт Павла Воли «Конец света»                        | 21 декабря 2012      |
| Музыкальный концерт Павла Воли «Новое»                  | 1 января 2013        |
| «Comedy Club. Music style»                              | 26 января 2013       |
| «НЕZЛОБИН»                                              | 4 ноября 2013        |
| Концерт Дуэта им. Чехова «Избранное. Том 1»             | 30 декабря 2013      |
| Концерт Павла Воли «Большой Stand Up» в Театре Эстрады  | 30 декабря 2013      |
| Концерт Руслана Белого                                  | 15 мая 2016          |
| Концерт Стаса Старовойтова                              | 18 декабря 2016      |
| Иван Абрамов. Stand Up концерт для фортепиано с гитарой | 30 апреля 2017       |
| Концерт Тимура Каргинова                                | 2 мая 2018           |
| «Новый Мартиросян»                                      | 27 и 29 декабря 2019 |
| Концерт Юлии Ахмедовой «Нет харассменту»                | 29 марта 2020        |
| Концерт Ильи Соболева                                   | 27 декабря 2020      |
| Сольный концерт Андрея Бебуришвили «Эпоха осуждения»    | 11 ноября 2022       |

### Фильмы
| Название                         | Дата выхода в прокат | Прокатчик            | Сборы в России и СНГ | Дата премьеры на ТНТ | Рейтинг / доля |
| -------------------------------- | -------------------- | -------------------- | -------------------- | -------------------- | -------------- |
| «Самый лучший фильм»             | 24 января 2008       | «Каропрокат»         | 672 млн руб.         | 31 декабря 2008      | 2.1/ 12.8      |
| «Самый лучший фильм 2»           | 22 января 2009       | «BVSPR Sony»         | 420 млн руб.         | 2 января 2011        | 2.7/ 7.5       |
| «Наша Russia. Яйца судьбы»       | 21 января 2010       | «Централ Партнершип» | 660 млн руб.         | 30 сентября 2010     | 5.8/ 17.2      |
| «Самый лучший фильм 3-ДЭ»        | 20 января 2011       | «WDSSPR»             | 294 млн руб.         | 6 октября 2011       | 2.9/ 9.2       |
| «Попугай Club»                   | —                    | —                    | —                    | 17 мая 2014          | 1.4/ 5.3       |
| «Zомбоящик»                      | 25 января 2018       | «Каропрокат»         | 163 млн руб.         | 31 декабря 2018      | 3.2/ 6.0       |
| «Эдуард Суровый. Слёзы Брайтона» | —                    | —                    | —                    | 30 декабря 2019      | 5.6/ 8.4       |
| «Развод. Фильм первый»           | 30 июня 2022         | «Централ Партнершип» | 15 млн руб.          |                      |                |
| «Развод. Фильм второй»           | 28 июля 2022         | «Централ Партнершип» | 6 млн руб.           |                      |                |
| «СамоИрония судьбы»              | —                    | —                    | —                    | 31 декабря 2022      | 6.3/ 11.0      |
| «Иван Васильевич меняет всё»     |                      |                      |                      | 31 декабря 2023      | 5.1/ 14.5      |